# Thalhammer & Welzl
Thalhammer & Welzl war ein bedeutender Wiener Metallknopfhersteller und k.u.k. Hof-Metall-Knopf-Fabrikant. Die Fabrik befand sich am Rennweg 60, die Niederlage in der Stadt Wien in der Klostergasse 1.

## Geschichte

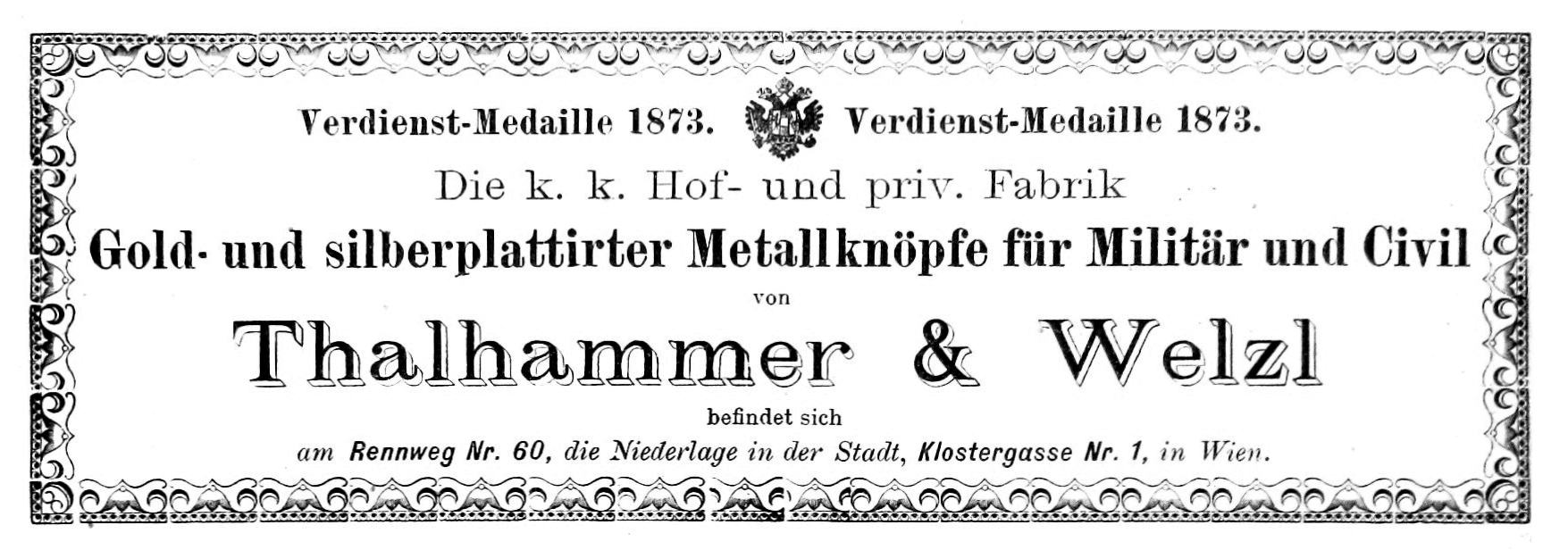
Werbung aus dem Jahre 1891

Die Fabrik wurde im Jahre 1801 durch Martin Thalhammer unter dem Firmennamen Martin Thalhammer gegründet.
Im Jahre 1842 trat Ferdinand Welzl, ein Schwiegersohn Thalhammers, in die Firma ein. Von dieser Zeit an wurde die Einzelfirma aufgelassen und die Fabrik unter der damals bestehenden Kollektivfirma Thalhammer & Welzl fortgeführt. 1850 trat Martin Thalhammer aus der Firma aus und Ferdinand Welzl war von da an bis zu seinem Tod im Jahre 1893 Alleininhaber der Firma. Nach Ferdinand Welzl wurde sein Sohn Gustav Welzl Inhaber der Firma.
Hergestellt wurden gold- und silberplattierte Metallknöpfe für Militär und Zivil. Zu den Kunden gehörten nicht nur gehobene Kreise, sondern auch der kaiserliche Hof. Mit dem Titel „k.k. Hof-Metall-Knopffabrikant“ wurden Martin Thalhammer im Jahre 1832, Ferdinand Welzl 1871 und schließlich sein Sohn Gustav Welzl 1893 ausgezeichnet. Zusätzlich war die Fabrik auch k.k. privilegiert.
Ferner wurden zwei Arbeiter, namens Caspar Selig und Josef Eisele, nach fünfzigjähriger Dienstzeit vom Kaiser mit dem silbernen Verdienstkreuz bedacht.
Das Unternehmen beteiligte sich an Ausstellungen, wo seine Produkte prämiiert wurden. Bei der Weltausstellung 1873 in Wien wurde die Firma mit der Verdienst-Medaille ausgezeichnet. Bei der Jubiläumsausstellung 1888 besichtigte Kaiser Franz Joseph I. den Ausstellungsstand der Firma und beehrte den Aussteller mit einer Ansprache.